# Mikołajki (gemeente)
De gemeente Mikołajki is een stad- en landgemeente in het Poolse woiwodschap Ermland-Mazurië, in powiat Mrągowski.
De zetel van de gemeente is in Mikołajki. Op 30 juni 2004 telde de gemeente 8469 inwoners.

## Oppervlakte gegevens
In 2002 bedroeg de totale oppervlakte van gemeente Mikołajki 256,41 km², waarvan:
- agrarisch gebied: 48%
- bossen: 22%

De gemeente beslaat 24,07% van de totale oppervlakte van de powiat.

## Demografie
Stand op 30 juni 2004:
| Omschrijving                   | Totaal | Totaal | Vrouwen | Vrouwen | Mannen | Mannen |
| ------------------------------ | ------ | ------ | ------- | ------- | ------ | ------ |
| eenheid                        | aantal | %      | aantal  | %       | aantal | %      |
| inwoners                       | 8469   | 100    | 4357    | 51,4    | 4112   | 48,6   |
| bevolkingsdichtheid (inw./km²) | 33     | 33     | 17      | 17      | 16     | 16     |

In 2002 bedroeg het gemiddelde inkomen per inwoner 1614,52 zł.

## Administratieve plaatsen (sołectwo)
Baranowo, Cudnochy, Faszcze, Górkło, Grabówka, Inulec, Jora Wielka, Kolonia Mikołajki, Lubiewo, Nowe Sady, Olszewo, Prawdowo, Stare Sady, Stawek, Tałty, Woźnice, Zełwągi.

## Aangrenzende gemeenten
Miłki, Mrągowo, Orzysz, Piecki, Pisz, Ruciane-Nida, Ryn